# Valdres

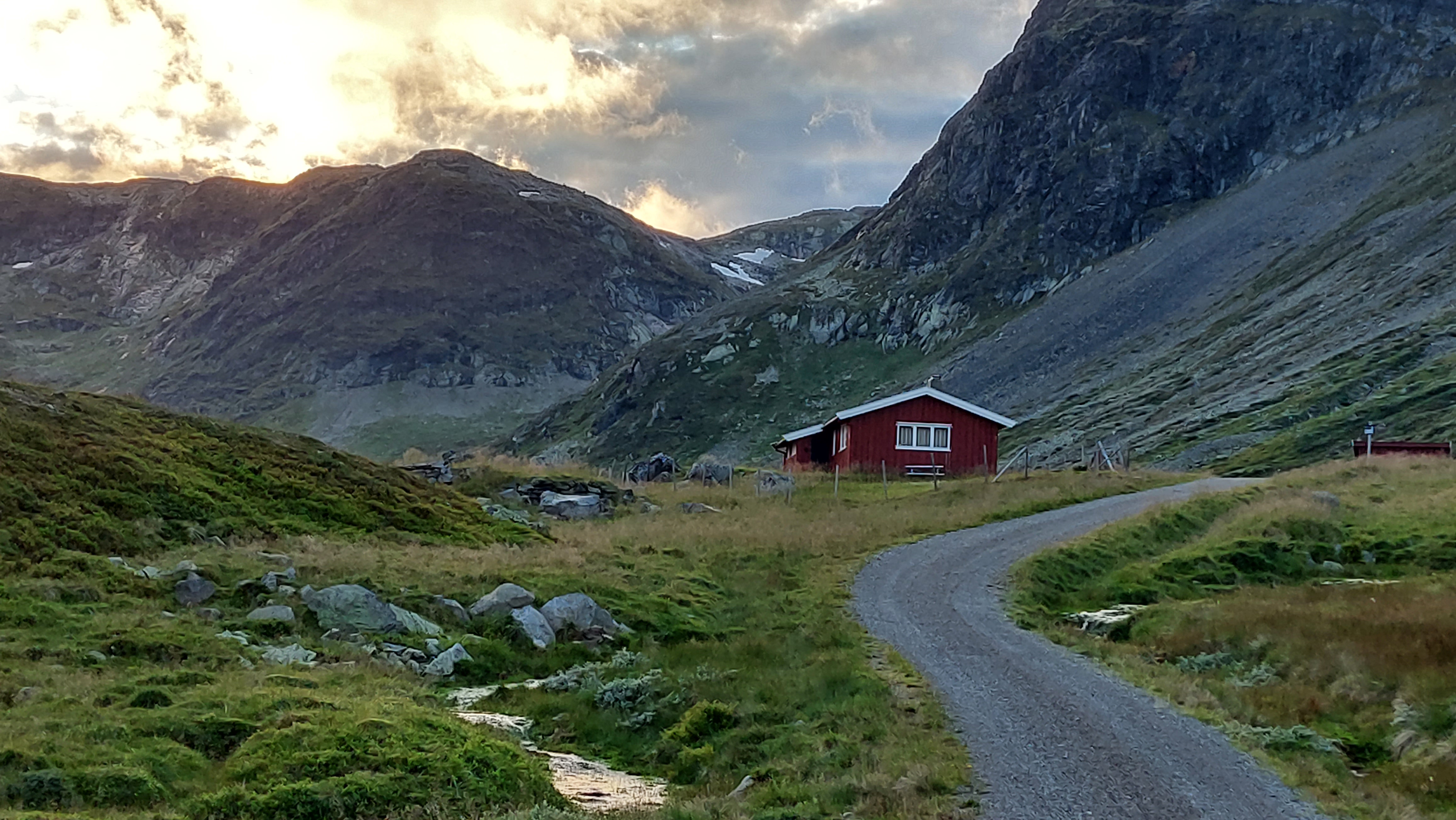
Herredalen, Valdres Hütte

Valdres ist eine 5406 km² große Landschaft im zentralen südlichen Norwegen, die sich zwischen Gudbrandsdal und Hallingdal befindet. Valdres liegt im Südwesten der Provinz (Fylke) Innlandet oberhalb des Sees Sperillen.

## Lage

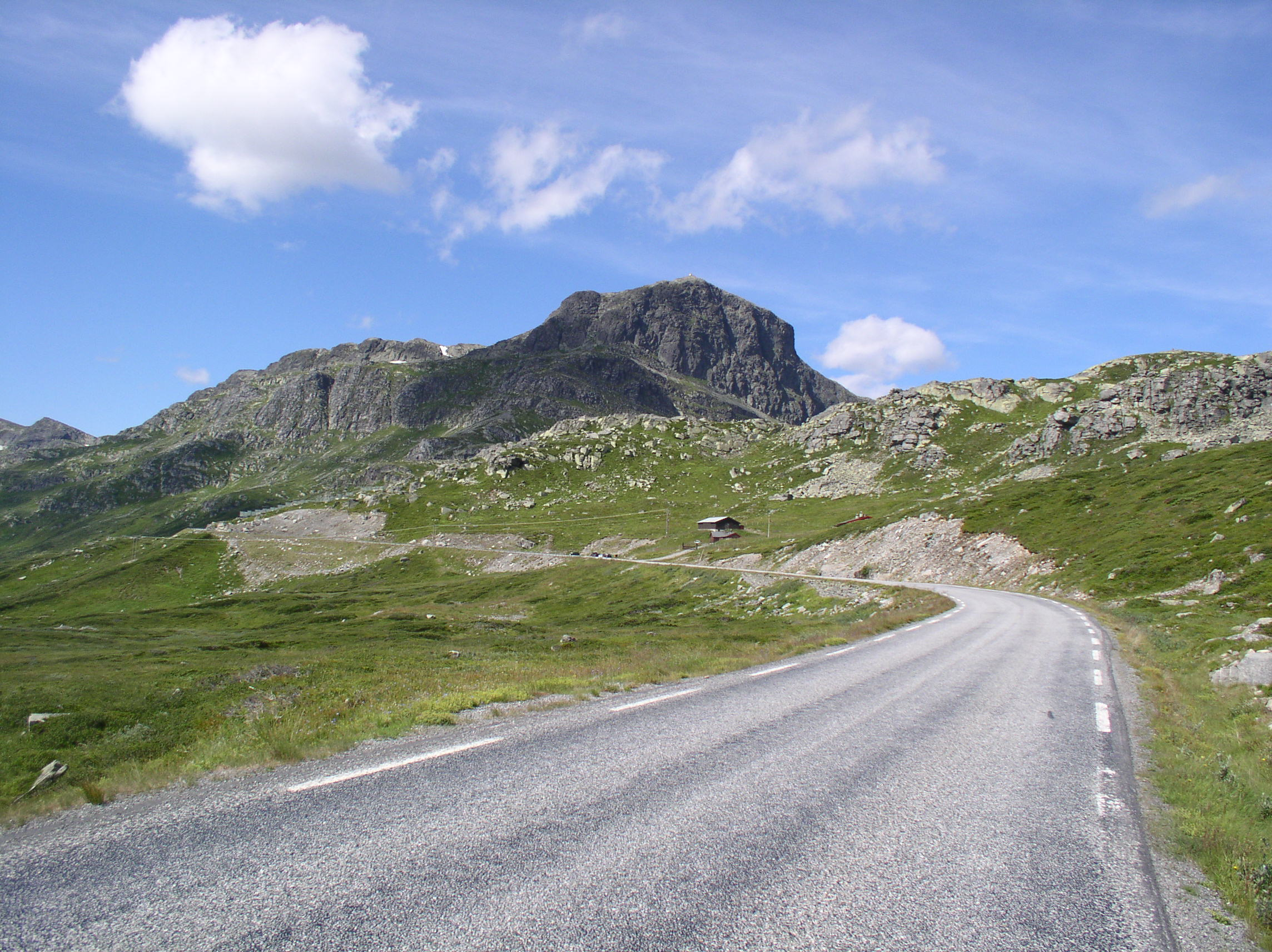
Bitihorn in Valdres

Valdres bedeckt das Gebiet der Kommunen Nord-Aurdal, Sør-Aurdal, Øystre Slidre, Vestre Slidre, Vang und Etnedal. Die bedeutendste Stadt in dem Gebiet ist Fagernes, wo sich auch ein Flughafen befindet.
Valdres umfasst den östlichen Teil Norwegens (Østlandet) mit Bergen und den Gebirgszügen Jotunheimens.
Die bedeutendsten Flüsse sind die Begna und die Etna.
Die Europastraße E 16 ist neben dem RV 51 die Hauptverkehrsader. Die 109 km lange Valdresbahn (Oslo-) Eina-Fagernes wurde bereits 1988 für den Personenverkehr stillgelegt. Ein bescheidener Güterverkehr fand noch bis 1999 statt.
Bedeutende Seen sind der Tyin, Bygdin und Vinstre.

## Wirtschaft
Valdres hat ca. 18.000 Einwohner. Historisch lebt das Gebiet von der Landwirtschaft und zunehmend auch vom Tourismus. Besonders für Wanderer bietet die Region ein attraktives Angebot. Die Wälder von Begnadalen und Vassfaret sowie die Berge von Jotunheimen ziehen durch Wanderwege aller Schwierigkeitsstufen die Reisenden an. Die Nadelwaldgrenze liegt bei etwa 900 m über dem Meeresspiegel.

## Sonstiges
Es gibt die Lokalzeitung Valdres und den Lokalsender Valdres Radio.